# Doubravice nad Svitavou
Pour les articles homonymes, voir Doubravice.
Doubravice nad Svitavou (en allemand : Doubrawitz an der Zwittawa) est un bourg (městys) du district de Blansko, dans la région de Moravie-du-Sud, en Tchéquie. Sa population s'élevait à 1 402 habitants en 2020.

## Géographie
Doubravice nad Svitavou est arrosée par la Svitava et se trouve à 7 km au sud-sud-ouest de Boskovice, à 9 km au nord-nord-ouest de Blansko, à 27 km au nord de Brno et à 173 km à l'est-sud-est de Prague.
La commune est limitée par Obora, Lhota Rapotina et Újezd u Boskovic au nord, par Němčice à l'est, par Kuničky et Rájec-Jestřebí au sud, et par Bořitov à l'ouest.

## Histoire
La première mention écrite de la localité date de 1255.